# HMS Centurion (1911)
O HMS Centurion foi um couraçado operado pela Marinha Real Britânica e a segunda embarcação da Classe King George V, depois do HMS King George V e seguido pelo HMS Ajax e HMS Audacious. Sua construção começou em janeiro de 1911 no Estaleiro Real de Devonport e foi lançado ao mar em novembro do mesmo ano, sendo comissionado em maio de 1913. Era armado com uma bateria principal de dez canhões de 343 milímetros em cinco torres de artilharia duplas, tinha um deslocamento de 27 mil toneladas e alcançava uma velocidade máxima de 21 nós.
O Centurion teve uma carreira tranquila em tempos de paz. Ele integrou a Grande Frota durante a Primeira Guerra Mundial, passando a maior parte de seus primeiros anos realizando patrulhas pelo Mar do Norte. Ele participou da Batalha da Jutlândia em maio e junho de 1916, porém praticamente não teve oportunidades de enfrentar o inimigo e disparou apenas dois salvos no decorrer de toda a batalha. A embarcação não entrou mais em ação depois disso e passou o restante do conflito novamente em patrulhas, resultado de estratégias navais mais cautelosas.
O navio foi enviado para a Frota do Mediterrâneo após o fim da guerra, atuando no local até retornar para casa em 1924. Foi tirado de serviço e colocado na reserva, sendo convertido dois anos depois em um alvo de tiro controlado por rádio. Exerceu esta função pelos anos seguintes em diversos testes de armamentos. Com o início da Segunda Guerra Mundial foi disfarçado do couraçado HMS Anson em 1942 e enviado para o Mediterrâneo para tentar enganar italianos e alemães. O Centurion foi deliberadamente afundado como quebra-mar em 7 de junho de 1944 na Praia de Omaha.